# 妙福寺 (山梨県早川町)
妙福寺（みょうふくじ）は、山梨県南巨摩郡早川町赤沢にある日蓮宗の寺院。開基は日朗、開山は日学。山号は長徳山。旧本山は身延久遠寺。

## 歴史
永仁5年（1297年）、真言宗の妙福庵に七面山に登ろうとした六老僧の一人である大黒阿闍梨日朗と波木井実長が宿泊、七面大明神を勧請した。その後身延山久遠寺9世、成就院日学が現在の寺号に改めた。

## 伽藍
- 本堂
- 子安八幡堂　日朗自作と伝わる子安八幡大菩薩を祀る。安産守護、子授けの神として知られる。

## 参考資料
- 日蓮宗寺院大鑑編集委員会『宗祖第七百遠忌記念出版 日蓮宗寺院大鑑』大本山池上本門寺 (1981年)

## 周辺施設
- 神力坊　登詣道の始点で道中安全を祈願して参籠ができ祈祷も受けられる。本堂に立正大師日蓮とお万の方の木像が安置される。円教院日意（身延山12世）の代に創建され、遠沾院日亨（身延山33世）の代に現在の名称に改称した。
- 日教教会　昭和15年（1940年）頃正中山法華経寺奥之院の東日教が建設を開始、昭和26年（1951年）法華経寺分院として開堂した雄瀧弁天堂が起源。平成21年（2009年）日蓮宗の日教教会となった。